# پایان غیرعادی
پایان غیرعادی به خاتمهٔ اجرای یک برنامهٔ کامپیوتری به‌صورت غیرطبیعی و غیرنرمال اشاره دارد. به‌طور مثال، فرض کنیم که برنامهٔ کامپیوتری ما برای اجرای صحیح نیاز به فضای مموری بیشتری دارد اما فضای کافی در اختیارش قرار نگرفته و اجرای صحیح برنامه با مشکل مواجه می‌شود که در چنین شرایطی گفته می‌شود که سیستم Abend کرده است.
توجه داشته باشیم که این اصطلاح برای سیستم‌های قدیمی مورد استفاده قرار گرفته و امروزه زمانی که نرم‌افزار یا سیستم‌عامل با مشکلی مواجه می‌شود، گفته می‌شود که Crash کرده است.